# Sargocentron coruscum
Sargocentron coruscum är en fiskart som först beskrevs av Felipe Poey, 1860.  Sargocentron coruscum ingår i släktet Sargocentron och familjen Holocentridae. Inga underarter finns listade i Catalogue of Life.